# Jacob Levitzki
Jacob Levitzki (em hebraico:  יעקב לויצקי; Sebastopol, 17 de agosto de 1904 — Jerusalém, 25 de fevereiro de 1956) foi um matemático israelense. Também conhecido como Yaakov Levitsky.